# Kuzmice (district de Topoľčany)
Kuzmice (hongrois : Nyitrakozma) est un village de Slovaquie situé dans la région de Nitra.

## Histoire
Première mention écrite du village en 1390.

## Démographie

### Évolution de la population
| Année:               | 1994. | 2004. | 2014.   | 2024.    |
| -------------------- | ----- | ----- | ------- | -------- |
| Nombre de personnes: | 0     | 675   | 674     | 770      |
| Différence:          |       | –     | -0,14 % | +14,24 % |

| Année:               | 2023. | 2024.   |
| -------------------- | ----- | ------- |
| Nombre de personnes: | 757   | 770     |
| Différence:          |       | +1,71 % |